# Mirosław Bylicki
Mirosław Krzysztof Bylicki (ur. 20 maja 1956 w Aleksandrowie Kujawskim) – profesor, polski fizyk, specjalizujący się w fizyce atomowo-molekularnej, obliczeniowej i teoretycznej. 

## Życiorys
W 1974 roku ukończył Liceum Ogólnokształcące im. Stanisława Staszica w Ciechocinku, a następnie podjął studia w zakresie fizyki teoretycznej na Uniwersytecie Mikołaja Kopernika w Toruniu. Ukończył je w 1980 roku, pod opieką Jacka Karwowskiego. Pracował jako nauczyciel w Zbiorczej Szkole Gminnej w Łubiance (1980–1981) oraz w zespole Szkół Spożywczych w Toruniu (1981–1982), a w 1982 roku został zatrudniony na stanowisku asystenta w Instytucie Fizyki UMK.  Stopień doktora uzyskał na UMK w 1990 roku. Tematem rozprawy doktorskiej były Metody projekcji typu Feshbacha dla wielokrotnie wzbudzonych rezonansów atomowych, a promotorem Wiesław Woźnicki. Habilitację uzyskał w 2000 roku na podstawie rozprawy Stany rezonansowe atomowych jonów ujemnych. Stanowisko profesora UMK otrzymał w roku 2004, a tytuł profesora nauk fizycznych w 2013. 
W latach 2008–2016 pełnił funkcję prodziekana Wydziału Fizyki, Astronomii i Informatyki Stosowanej UMK.
Wokalista oraz kontrabasista w zespole Freygish Orchestra grającym muzykę klezmerską, bałkańską, grecką i turecką.